# Александар Трайковський
Александар Трайковський (мак. Александар Трајковски, нар. 5 вересня 1992, Скоп'є) — македонський футболіст, нападник хорватського клубу «Хайдук» (Спліт) і національної збірної Македонії.

## Клубна кар'єра
У дорослому футболі дебютував 2009 року виступами за столичну «Цементарницю», в якій провів один сезон, взявши участь у 11 матчах чемпіонату.
Протягом сезону 2010–11 років захищав кольори хорватського «Інтера» (Запрешич).
Своєю грою за останню команду привернув увагу представників тренерського штабу клубу «Зюлте-Варегем», до складу якого приєднався 2011 року. Відіграв за команду з Варегема наступні три сезони своєї ігрової кар'єри. У сезоні 2013/14 на правах оренди виступав за «Мехелен», де встиг відіграти 23 матчі в національному чемпіонаті, після чого повернувся в «Зюлте-Варегем».

## Виступи за збірні
З 2011 року залучався до складу молодіжної збірної Македонії. На молодіжному рівні зіграв у 15 офіційних матчах, забив 3 голи.
10 серпня 2011 року дебютував в офіційних матчах у складі національної збірної Македонії в товариській грі проти збірної Азербайджану (1:0). Александар вийшов в основному складі, а на 57 хвилині був замінений на Влатко Грозданоського. Наразі Трайковський провів у формі головної команди країни 17 матчів, забивши 2 голи.

## Титули і досягнення
- Володар Королівського кубка Саудівської Аравії: 2021-22